# 손불면
손불면(孫佛面)은 대한민국 전라남도 함평군에 위치한 면이다.

## 개요
손불면은 산세가 손자인 스님이 할아버지에게 고개 숙여 인사하는 자세(孫僧拜祖佛)라는 명당에서 붙여진 이름으로 함평에서 불교와 관계된 이름을 가진 유일한 면이다. 함평군 서북쪽에 위치한 해안산간 평야지대로 남북으로 지방도 808호선, 동서로는 지방도 838호선이 국도 23호선과 연결되어 광주광역시와 영광군으로 연결되어 있다. 특산물로는 뛰어난 맛과 미질을 자랑하는 간척지쌀과 함평한우, 우리 전통그대로의 비법을 재현해 만든 함평천지토속주, 입맛잃기 쉬운 여름철 식탁에서 입맛을 돋구는 엽삭젓 등이 있으며 게르마늄해수찜은 전국적으로 이름난 효도관광지이다.

## 법정리
- 학산리
- 양재리
- 북성리
- 월천리
- 대전리
- 동암리
- 죽장리
- 죽암리
- 궁산리
- 석창리
- 산남리

## 교육
- 손불초등학교
- 손불서초등학교
- 손불중학교

## 특산물
- 석화
- 뻘낙지
- 숭어